# 碧水寒山奪命金
《碧水寒山奪命金》（英語：The Enigmatic Case）是1980年上映的一部香港武俠電影，由杜琪峰執導，劉松仁、鍾楚紅、江漢、劉江、丁亮主演，製作成本共50萬港元。電影主題曲《碧水寒山奪命金》由于粦作曲、葉紹德填詞、盧東尼編曲、關正傑主唱。 本片是杜琪峯首部執導的電影，也是鍾楚紅首部參演的電影。
同由杜琪峰執導的2011年香港電影《奪命金》，其片名取自本片。

## 劇情
明代萬曆年間，路天君（劉松仁飾）是正義流浪刀客。某天，路捲入一宗黃金劫案，押運黃金的武官（江漢飾）自殺，三名大盜都離奇死去。在一場大火中，黃金失蹤，錦衣衞捕捉路天君入監獄，同牢牢友則義助路越獄。官府命令緝拿路歸案，黑道垂涎那批黃金。路其後得知大盜中有人未死......

## 演員表
- 劉松仁 飾 路天君
- 鍾楚紅 飾 尤佩佩
- 江漢 飾 尤亦儒
- 劉江 飾 姜鳳樓
- 丁亮 飾 熊阡
- 姜明 飾 仵工
- 藍青 飾 老嫗
- 梁錦燊 飾 賀彪
- 吳傑強

## 記事
2016年8月，本片台前幕後班底相約聚餐，出席人員包括導演杜琪峰，演員劉松仁、鍾楚紅、江漢、劉江、丁亮，以及前亞洲電視及無綫電視編導及監製李艷芳。

## 外部連結
- 豆瓣电影上《碧水寒山奪命金》的資料 （简体中文）
- 香港影庫上《碧水寒山奪命金》的資料（繁體中文）